# Färingtofta distrikt
Färingtofta distrikt är ett distrikt i Klippans kommun och Skåne län. 
Distriktet ligger sydost om Klippan. 

## Tidigare administrativ tillhörighet
Distriktet inrättades 2016 och utgörs av socknen Färingtofta i Klippans kommun.
Området motsvarar den omfattning Färingtofta församling hade vid årsskiftet 1999/2000.